# Relaciones República del Congo-México
Las naciones de la República del Congo y México establecieron relaciones diplomáticas en 1975. Ambas naciones son miembros de las Naciones Unidas.

## Historia
La República del Congo y México establecieron relaciones diplomáticas el 31 de julio de 1975. Los vínculos se han desarrollado principalmente en el marco de foros multilaterales. 
En noviembre de 2010, el presidente de la República del Congo, Denis Sassou-Nguesso, viajó a México para asistir a la Conferencia de las Naciones Unidas sobre el Cambio Climático de 2010 en Cancún, México.
En mayo de 2013, el Subsecretario de Comercio Exterior de la Secretaría de Economía, Dr. Francisco de Rosenzweig, y el embajador de México en Etiopía, Juan Alfredo Miranda Ortiz; visitaron a la República del Congo con el fin de promover la candidatura del Dr. Herminio Blanco a la Dirección General de la OMC.

## Misiones Diplomáticas
- La  República del Congo está acreditado ante México a través de su embajada en Washington D. C., Estados Unidos.[4]
- México está acreditado ante la República del Congo a través de su embajada en Abuya, Nigeria.[5]